# Rio Chire
O Chire nas proximidades de Nsanje, Maláui
O rio Chire, ou rio Shire, é um rio do Maláui e de Moçambique. Começa no Lago Niassa e desagua no rio Zambeze. Seu comprimento é 402 km; incluindo o lago Niassa e o Ruhuhu, sua nascente, tem um comprimento de cerca de 1200 km. A parte superior do rio Chire conecta o lago Niassa com o lago Malombe.
O vale do rio é parte do sistema Grande Vale do Rifte.

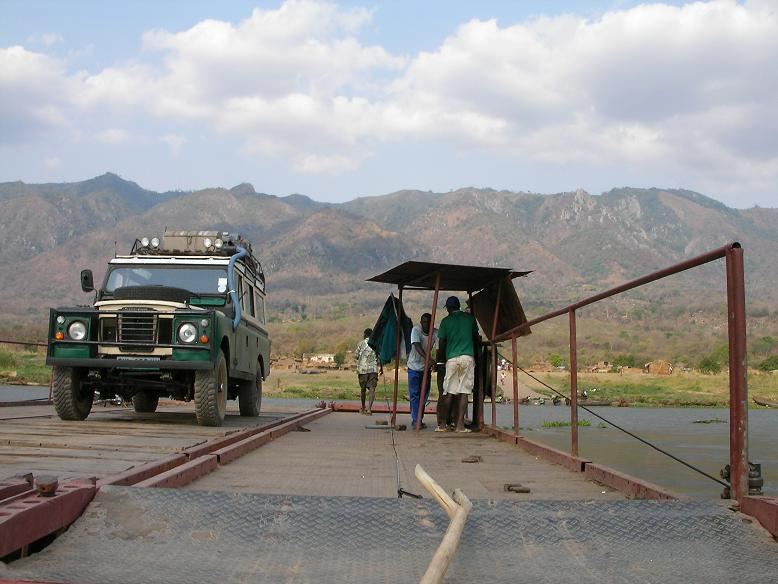
Balsa cruzando o Chire em Moçambique